# Gerard Veldscholten
Gerard Veldscholten (né le 19 août 1959 à Weerselo) est un coureur cycliste néerlandais. Professionnel de 1982 à 1991, il a notamment remporté le Tour de Romandie en 1988.

## Palmarès
- 1980
  - 3e étape du Tour de Namur
- 1981
  - 2e du Grand Prix Eddy Merckx
- 1982
  - 9e étape du Tour de France (contre-la-montre par équipes)
  - 2e du Grand Prix de Wallonie
- 1983
  - 1re étape du Tour de Romandie
  - 2e du Grand Prix Union Dortmund
  - 3e de la Flèche Hesbignonne
  - 3e de la Nokere Koerse
  - 7e du Critérium du Dauphiné libéré
- 1984
  - 1rea étape du Critérium du Dauphiné libéré
  - Grand Prix Union Dortmund
  - 3e étape du Tour de Suisse
- 1985
  - 2e du championnat des Pays-Bas sur route
- 1988
  - Tour de Romandie
  - 7e de Paris-Roubaix
- 1991
  - 3e étape du Tour des Pays-Bas

## Résultats sur lesgrands tours

### Tour de France
6 participations.
- 1982 : 32e du classement général.
- 1983 : 27e du classement général.
- 1984 : 16e du classement général.
- 1985 : 28e du classement général.
- 1986 : 61e du classement général.
- 1988 : 45e du classement général.

### Tour d'Espagne
2 participations.
- 1985 : 13e du classement général.
- 1986 : 31e du classement général.

## Distinctions
- Cycliste espoirs néerlandais de l'année : 1982